# Pat McCormick (színművész)
Pat McCormick (Lakewood, 1927. június 30. – Woodland Hills, 2005. július 29.) amerikai színész, forgatókönyvíró és humorista.
Legismertebb alakítása Nagy Enos Burdette a Smokey és a bandita (1977) című filmvígjátékban és annak két folytatásában.

## Élete és pályafutása
1927. június 30-án született az ohiói Lakewoodban. Középiskolásként bajnok volt gátfutásban, majd 1946 és 1948 között az amerikai hadseregben szolgált. Leszerelése után a Harvard és a Harvard Law School hallgatója lett, de utóbbit otthagyta és rövid időre reklámiparban helyezkedett el New Yorkban. Jonathan Winters segítségével szerzett írói munkát a The Jack Paar Show című műsorban.

## Halála
A Los Angeles-i Motion Picture and Television Hospitalban hunyt el 2005. július 29-én, 78 évesen.
1998 óta volt az intézmény lakója. Írótársa, Mark Evanier elmondása szerint a színész a Beverly Hilton Hotel felé autózva stroke-ot kapott és egy betonfalnak ütközött. Egy járókelő nő mentette ki McCormickot a lángoló autóból, és helyezte biztonságba. A színész azonban részlegesen lebénult és beszédkészségét is elveszítette.

## Válogatott filmográfia
| Év   | Magyar cím                  | Eredeti cím                                                    | Szerep                      | Magyar hang     |
| ---- | --------------------------- | -------------------------------------------------------------- | --------------------------- | --------------- |
| 1970 |                             | The Phynx                                                      | O'Hoolihan atya             |                 |
| 1975 |                             | If You Don't Stop It... You'll Go Blind                        | önmaga                      |                 |
| 1976 | Buffalo Bill és az indiánok | Buffalo Bill and the Indians, or Sitting Bull's History Lesson | Grover Cleveland            | Horkai János    |
| 1976 |                             | The Shaggy D.A.                                                | csapos                      |                 |
| 1977 | Smokey és a bandita         | Smokey and the Bandit                                          | Nagy Enos Burdette          | Szabó Ottó      |
| 1977 | Smokey és a bandita         | Smokey and the Bandit                                          | Nagy Enos Burdette          | Papp János      |
| 1977 |                             | Can I Do It... 'Til I Need Glasses?                            | önmaga                      |                 |
| 1978 | Esküvő                      | A Wedding                                                      | Mackenzie Goddard           |                 |
| 1979 | Szajré-majré                | Hot Stuff                                                      | férfi szivarral             |                 |
| 1979 |                             | Scavenger Hunt                                                 | karneváli kikiáltó          |                 |
| 1980 | Smokey és a bandita 2.      | Smokey and the Bandit II                                       | Nagy Enos Burdette          | Kránitz Lajos   |
| 1980 | Smokey és a bandita 2.      | Smokey and the Bandit II                                       | Nagy Enos Burdette          | Kardos Gábor    |
| 1980 | Smokey és a bandita 2.      | Smokey and the Bandit II                                       | Nagy Enos Burdette          | Papp János      |
| 1980 | Gong Show                   | The Gong Show Movie                                            | önmaga                      |                 |
| 1981 | Világtörténelem – 1. kötet  | History of the World, Part I                                   | kereskedő (Római Birodalom) |                 |
| 1981 | A szivárvány alatt          | Under the Rainbow                                              | Tiny                        | Koroknay Géza   |
| 1983 | Smokey és a bandita 3.      | Smokey and the Bandit Part 3                                   | Nagy Enos Burdette          | Kardos Gábor    |
| 1983 | Smokey és a bandita 3.      | Smokey and the Bandit Part 3                                   | Nagy Enos Burdette          | Papp János      |
| 1983 |                             | Likely Stories, Vol. 3                                         | doktor                      |                 |
| 1984 |                             | E. Nick: A Legend in His Own Mind                              | Sonny Patterson             |                 |
| 1985 |                             | Doin' Time                                                     | Fallis                      |                 |
| 1985 |                             | Bombs Away                                                     | diszpécser                  |                 |
| 1988 | Parádés páros               | Rented Lips                                                    | Winky                       |                 |
| 1988 | Szellemes karácsony         | Scrooged                                                       | karácsony szelleme          |                 |
| 1988 | A Beverly Hills-i vámpír    | Beverly Hills Vamp                                             | Sommerset professzor        | Hollósi Frigyes |
| 1990 |                             | Nerds of a Feather                                             | professzor                  |                 |
| 1990 |                             | Chinatown Connection                                           | Flynn                       |                 |
| 1991 |                             | Ted & Venus                                                    | Marcia idős barátja         |                 |
| 1992 |                             | Take It Back (rövidfilm)                                       | bíró                        |                 |

## Fordítás
- Ez a szócikk részben vagy egészben  a   Pat McCormick (actor) című angol Wikipédia-szócikk ezen változatának fordításán alapul.  Az eredeti cikk szerkesztőit annak laptörténete sorolja fel. Ez a jelzés csupán a megfogalmazás eredetét és a szerzői jogokat jelzi, nem szolgál a cikkben szereplő információk forrásmegjelöléseként.